# St. Johannes der Täufer (Rennertshofen)

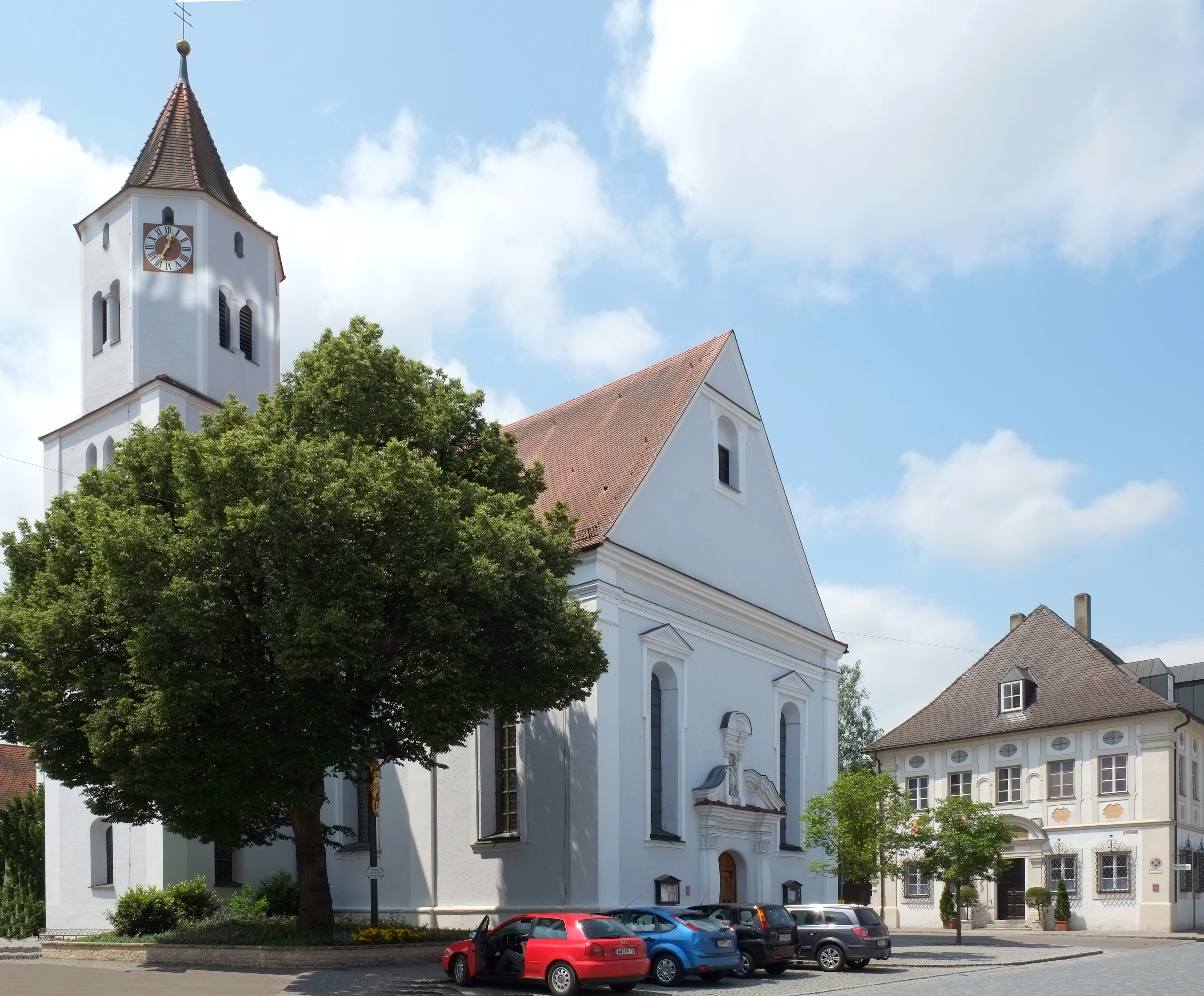
St. Johannes der Täufer in Rennertshofen

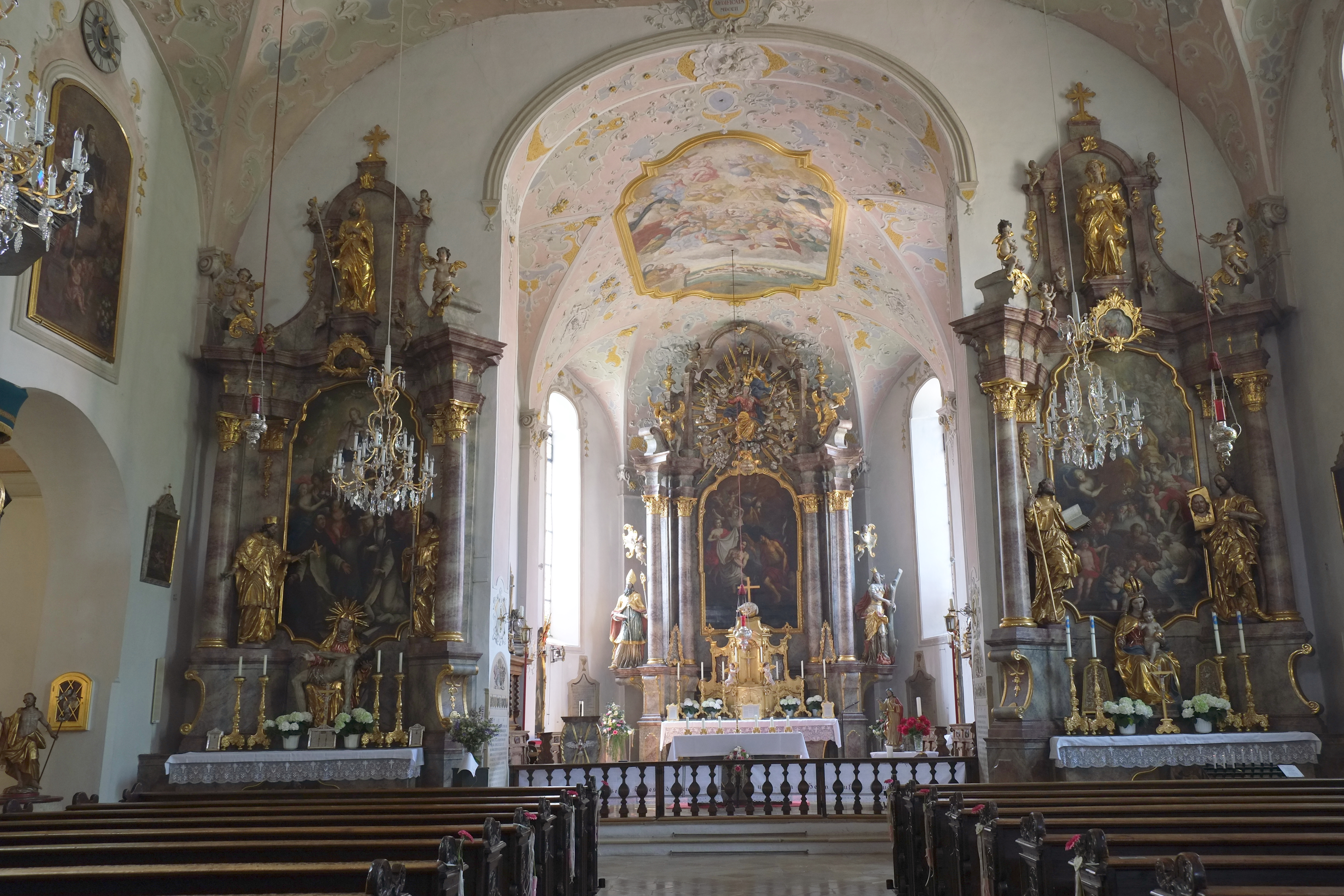
Altäre

Die römisch-katholische Pfarrkirche St. Johannes der Täufer, auch als St. Johannes Baptist bezeichnet, steht in Rennertshofen, einem Markt im oberbayerischen Landkreis Neuburg-Schrobenhausen. Sie ist in der Liste der Baudenkmäler in Rennertshofen unter der Nr. D-1-85-153-9 eingetragen. Die Kirche gehört zum Dekanat Neuburg-Schrobenhausen des Bistums Augsburg.

## Beschreibung
Die barocke Saalkirche wurde 1702 anstelle des baufälligen Vorgängerbaus errichtet. Sie besteht aus dem Langhaus, dem eingezogenen, halbrund geschlossenen Chor im Süden und dem Kirchturm an der Ostwand des Langhauses, dessen quadratische unteren Geschosse von einem Chorturm aus dem 13./14. Jahrhundert stammen. Er wurde um ein achteckiges, mit einem spitzen Helm bedecktes Geschoss erhöht, das die Turmuhr und den Glockenstuhl mit vier Kirchenglocken enthält. Die Sakristei steht an der Ostwand des Chors. In ihrem Obergeschoss ist ein Oratorium untergebracht. 
Der Innenraum des Langhauses ist mit einem Stichkappengewölbe überspannt. Der Stuck und die Fresken wurden 1737 eingebracht. Der um 1740 aufgestellte Hochaltar wird von den Skulpturen des Ulrich von Augsburg und der Afra von Augsburg flankiert. Auf dem Altarretabel ist die Taufe Jesu dargestellt. Die Orgel wurde 1917 von G. F. Steinmeyer erbaut.